# Carmen Blanco y Trigueros
Carmen Blanco y Trigueros   (Granada, 6 de juliol de 1867 - 17 d'octubre de 1921) fou una escriptora, poetessa i periodista espanyola.

## Biografia
Nascuda a Andalusia, pel que sembla a Granada, en la dècada de 1840, va rebre a Catalunya les primeres nocions i lliçons de la seva educació artística. Les seves primeres obres van ser publicades en la premsa catalana, encara que va haver de marxar de la Ciutat Comtal. Carmen de Burgos va lloar la seva obra i segons ella «les seves paraules, encara que saturades d'una picant i originalíssima ironia, conserven el sentiment d'un cor ple de dolçor i de bondat».
En 1878 va publicar a La Crónica de Cataluña una col·lecció d'articles seriosos i jocosos titulada «Retratos de perfil, bocetos á vuelapluma», presentats per Mobellán. En 1879 publicà una novel·la en el periòdic El Cascabel. Endemés de novel·les i llibres de contes, va escriure articles i col·laboracions, a vegades sense signar, en diferents periòdics de Madrid i províncies, com El Globo, El Álbum Ibero-Americano, El Cascabel o La Semana Madrileña. Viatjà molt per Marroc, i va escriure cròniques de viatge de «gran interès», i conegué Clorinda Matto de Turner. Va morir el 17 d'octubre de 1921.